# Bretten, Baden-Württemberg
Bretten är en stad i Landkreis Karlsruhe i regionen Mittlerer Oberrhein i Regierungsbezirk Karlsruhe i förbundslandet Baden-Württemberg i Tyskland.
Kommunen ingår i kommunalförbundet Bretten tillsammans med kommunen Gondelsheim.